# Staatliches Luftfahrtmuseum der Ukraine
Das Staatliche Luftfahrtmuseum der Ukraine, auch Oleh Antonow – Staatliches Luftfahrtmuseum der Ukraine, (ukrainisch Державний музей авіації ім. О.К. Антонова) befindet sich auf dem Gelände des Flughafens Kiew-Schuljany in Kiew. Bei dem nach dem Flugzeugkonstrukteur O. K. Antonow benannten Museum handelt es sich um eines der weltweit größten Luftfahrtmuseen über den sowjetischen Flugzeugbau.

## Geschichte
Das staatliche Luftfahrtmuseum der Ukraine ist das jüngste und gleichzeitig das größte Technikmuseum der Ukraine. Es wurde 2003, 100 Jahre nach dem ersten Motorflug, gegründet. Das Museum befindet sich auf dem Gelände des ehemaligen Ausbildungsflugplatzes der Nationalen Universität für Luftfahrt der Ukraine. Die dem Ausbildungsinstitut zugewiesenen Flugzeuge bildeten den Kern der Sammlung zur Gründungszeit des Museums. Zu Beginn umfasste die Ausstellung rund 30 Luftfahrzeuge, im Jahr 2021 waren es über 70 Flugzeuge und Hubschrauber. Des Weiteren werden Flugmotoren und Flugfeldfahrzeuge ausgestellt.

## Exponate

### Flugzeuge
| Antonow - An-2 - An-24B - An-24T - An-26 - An-30 - An-71 - An-181 Aero - L-39C Albatros Anatra - Anatra DS Anasal Iljuschin - Il-14G - Il-18A - Il-62 - Il-76 - Il-86 | Suchoi - Su-7BM - Su-15TM - Su-17UM - Su-20 - Su-24 - Su-25 Mikojan-Gurewitsch - MiG-15UTI - MiG-17 - MiG-19PM - MiG-21M - MiG-21PFM - MiG-23ML - МiG-23BM - MiG-23UB - MiG-25RB - МiG-27K - МiG-29 | Tupolew - Tu-22M3 - Tu-22M0 - Tu-22M2 (NATO-Codename: „Backfire-B“) - Tu-104 - Tu-134A - Tu-134A3 „Ukraine“ - Tu-134UBL - Tu-142M3 - Tu-154 Jakowlew - Jak-18PM - Jak-28U - Jak-38 - Jak-40 Berijew - Be-6 - Be-12 |

### Hubschrauber
| Mil - Mi-1M - Mi-2 - Mi-4 - Mi-6A - Mi-8 MT - Mi-8T und Mi-8R - Mi-14PL - Mi-24A - Mi-24D - Mi-26 | Kamow - Ka-25PL - Ka-26 - Ka-27PL |  |

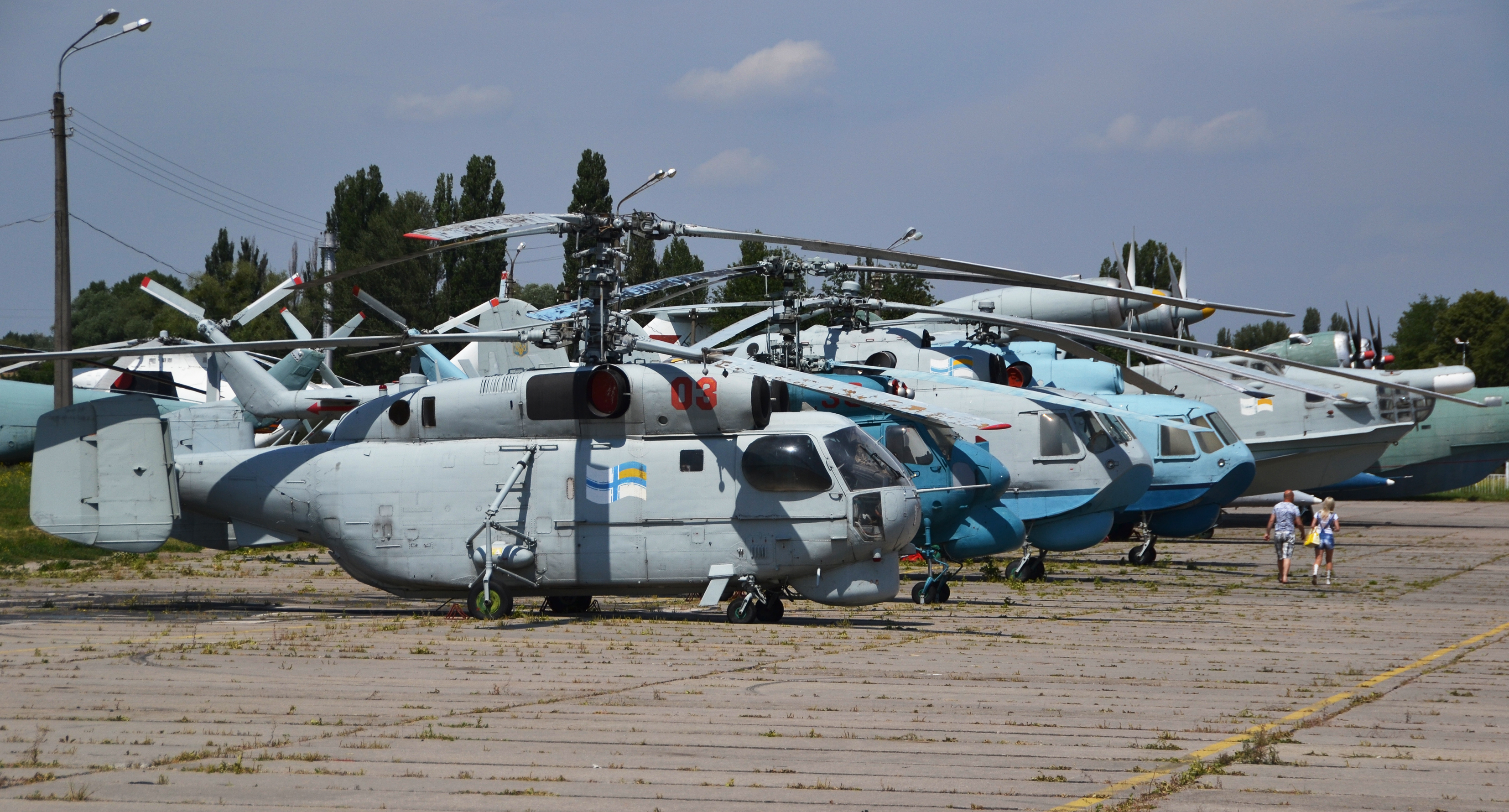
Kamow-Hubschrauber auf dem Museumsgelände
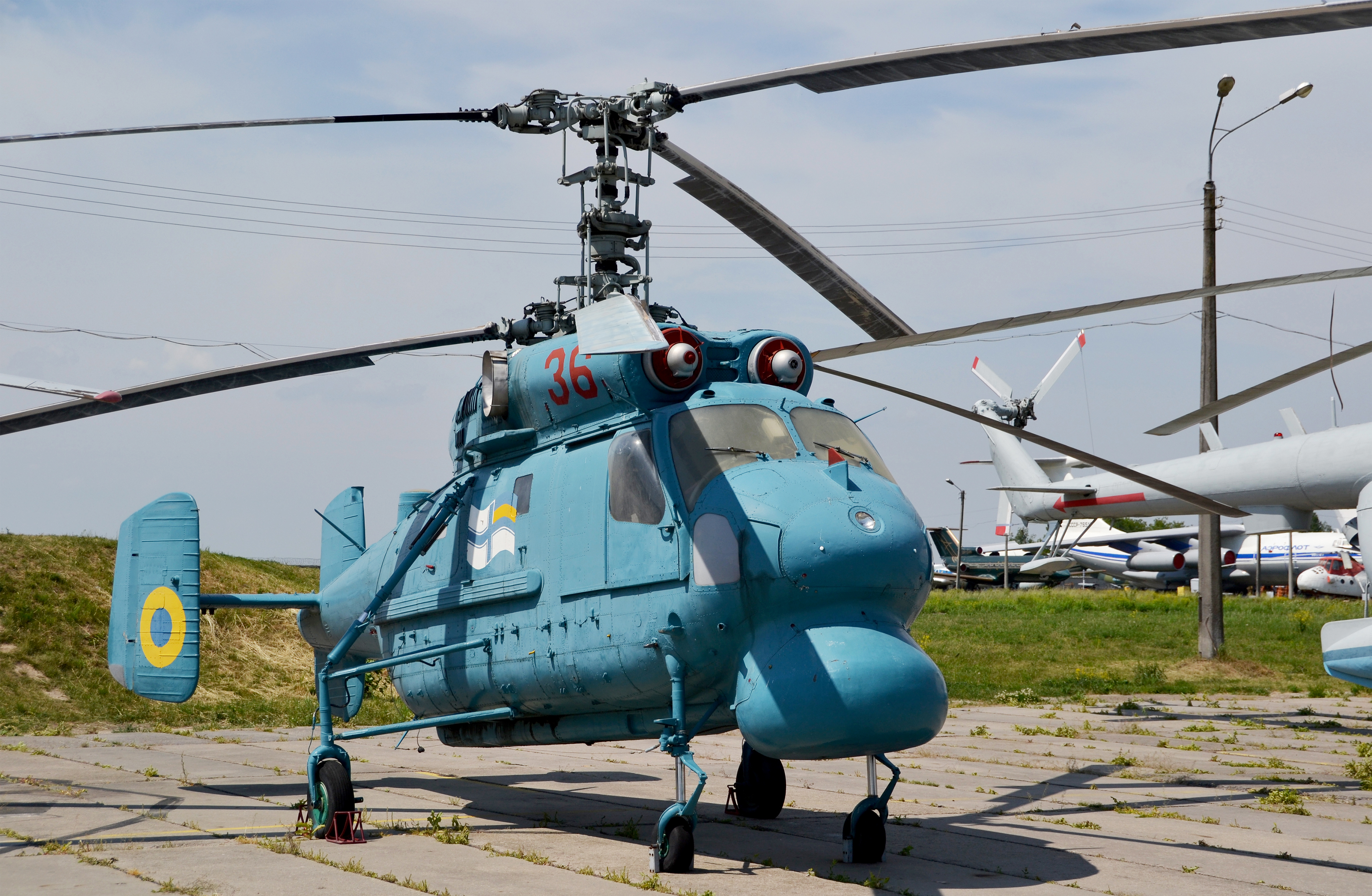
Kamow Ka-25
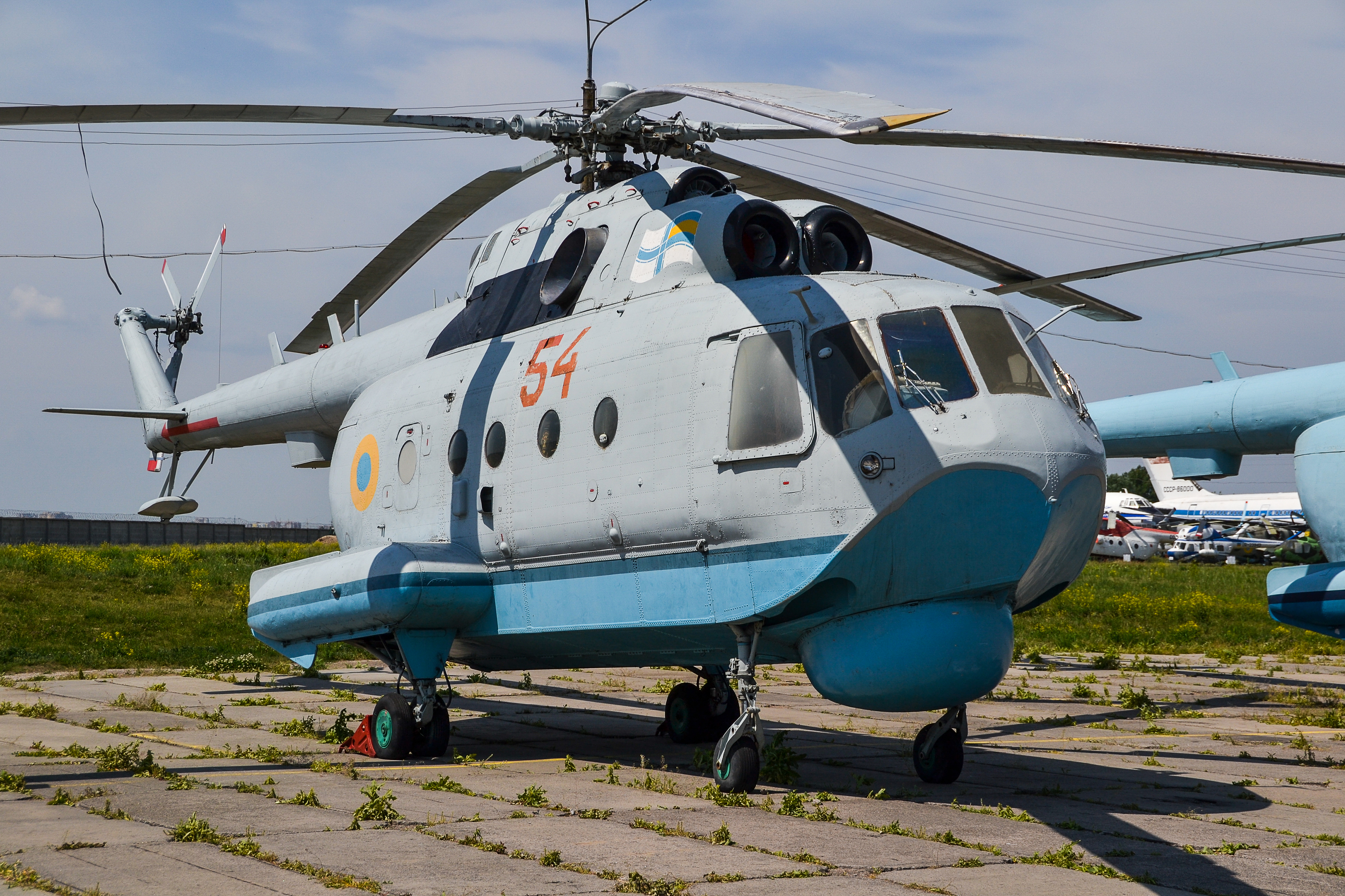
Mil Mi-14
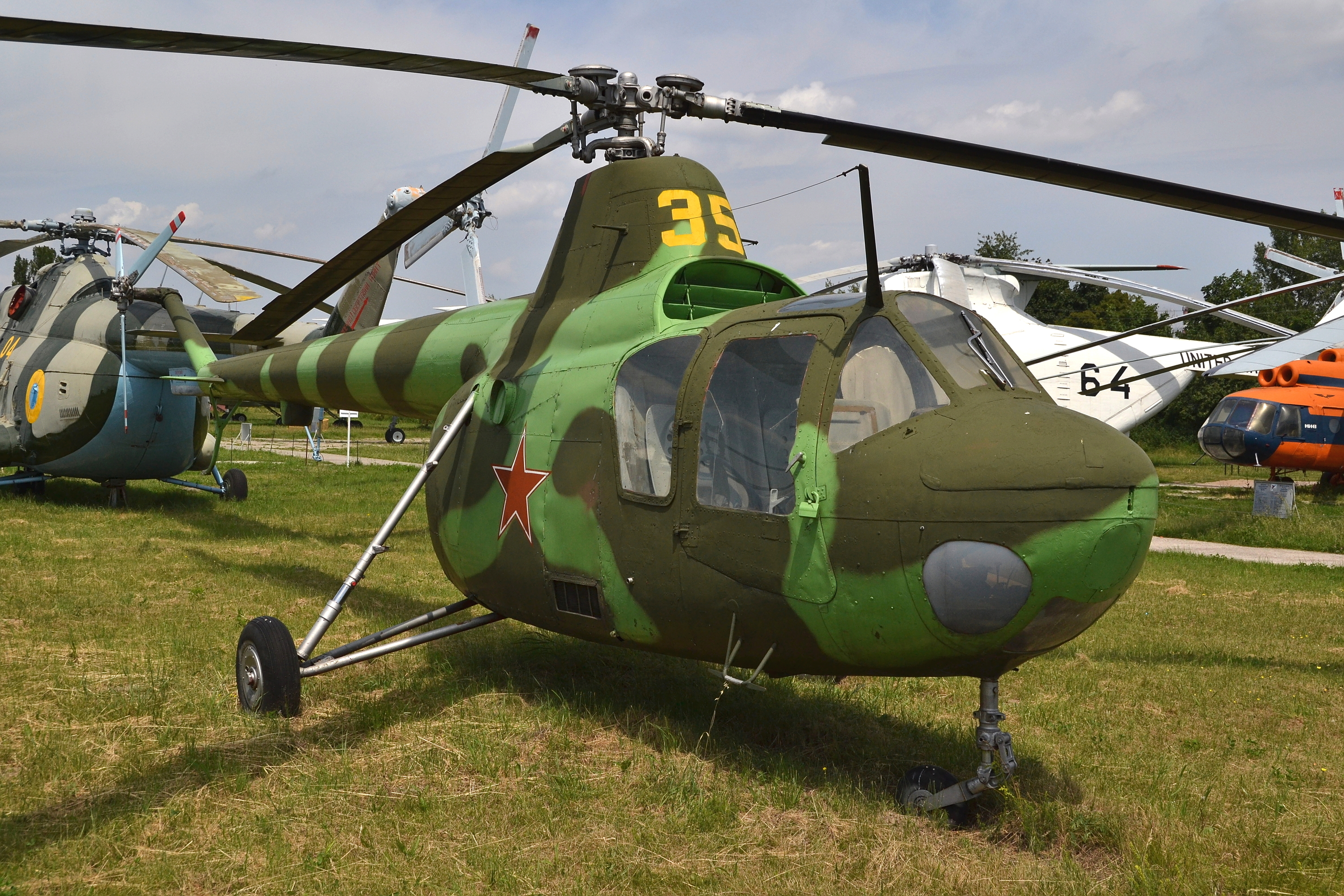
Mil Mi-1M

### Weitere Ausstellungsstücke
Neben Luftfahrzeugen werden diverse Flugmotoren in einer klimatisierten Halle ausgestellt. Außerdem werden Flugfeldfahrzeuge wie das Flugfeldlöschfahrzeug AA-60 präsentiert.